# Калатинский рудник
Калатинский рудник — закрытый рудник, в котором добывали серный колчедан и медную руду. Находится в окрестностях современного Кировграда, закрыт в 1942.

## История разработки
Рабочий посёлок Калата основан внуком С. Я. Яковлева, Алексеем Ивановичем Яковлевым, в 1808. Разработка месторождения начала в 1812, сначала добывали некоторое количество золотосодержащих руд и серный колчедан, а потом, на более низких горизонтах, и медную руду. Добыча руды на руднике велась подземным способом. До постройки местного завода, добытая руда гужевым и речным транспортом, а позднее, с постройкой Горно-Заводской железной дороги, и железнодорожным транспортом отправлялась владельцам сернокислотных и медеплавильных заводов. Лишь через 100 лет после начала разработки добытые руды обрабатывались на Калатинском медеплавильном заводе, построенным в 1910-1912 графской семьёй Стенбок-Фермор совместно с бакинскими нефтепромышленниками. С пуском завода добыча руды на руднике резко возросла, однако возникший в 1911 подземный пожар начал сдерживать необходимую добычу руды. С началом Гражданской войны, в январе 1918, рудник остановился на сухую консервацию из-за нехватки сырья и топлива. В 1919 работы ненадолго возобновились, поскольку отсутствовал спрос на руду и опять усилился подземный пожар, из-за чего в сентябре того же года рудник был остановлен и затоплен. В 1922 вновь приступили к восстановлению рудника, 5 мая этого года продолжилась разработка, но изолировать пожар удалось только в начале 1924. После этого, с 1925, рудник вступил в нормальную работу и до 1931 был основным поставщиком руды мелькомбинату. В последующие годы добыча руды на руднике постепенно сокращалась в связи с отработкой основных запасов. В связи со значительным снижением меди в руде (до 1 %) с июня 1942 Калатинский рудник сначала был остановлен на сухую консервацию, а с ноября 1943 закрыт и полностью затоплен. Достоверных сведений о добыче руды на руднике до 1913 года нет, но по оценке специалистов по отработанному объёму месторождения добыча руды примерно составила около 2,5 миллионов тонн. Всего за 130-летнюю историю своего существования на Калатинском медно-серном месторождении было добыто руды более 5,2 миллионов тонн и в ней около 100 тысяч тонн меди.